# Edward Peter Carville
Edward Peter Carville (* 14. Mai 1885 in Mound Valley, Elko County, Nevada; † 27. Juni 1956 in Reno, Nevada) war ein US-amerikanischer Politiker der Demokratischen Partei und von 1945 bis 1947 Mitglied des US-Senats. Zwischen 1939 und 1945 war er außerdem Gouverneur des Bundesstaates Nevada.

## Frühe Jahre und politischer Aufstieg
Edward Carville besuchte die öffentlichen Schulen seiner Heimat und studierte dann bis 1909 an der University of Notre Dame in South Bend (Indiana) Jura. Nach seiner Zulassung als Rechtsanwalt begann er in Elko in seinem neuen Beruf zu arbeiten. Zwischen 1912 und 1918 war er Bezirksstaatsanwalt im Elko County, und von 1928 bis 1934 war er im gleichen Bezirk als Richter tätig. In den Jahren 1934 bis 1938 war er als Bundesstaatsanwalt für den Bereich von Nevada zuständig.

## Gouverneur von Nevada und US-Senator
1938 wurde Carville zum neuen Gouverneur seines Staates gewählt. Dieses Amt konnte er nach einer Wiederwahl im Jahr 1942 zwischen dem 2. Januar 1939 und dem 24. Juli 1945 ausüben. Diese Zeit war weitgehend von den Ereignissen des Zweiten Weltkrieges überschattet, zu dem auch der Staat Nevada seinen Beitrag leisten musste. Auch hier wurden Treibstoffe und Lebensmittel rationiert und Soldaten für die Streitkräfte gemustert. Die Produktion des Staates wurde auf Rüstungsgüter umgestellt. Als Gouverneur musste Carville für den reibungslosen Ablauf dieser Vorgänge sorgen. Am 24. Juli 1945 rückte er für den verstorbenen James G. Scrugham als Class-1-Senator in den Kongress nach. Dieses Mandat übte er bis zum 3. Januar 1947 aus. Nachdem er 1946 nicht wiedergewählt worden war, ging sein Senatssitz an George W. Malone von der Republikanischen Partei.
Nach dem Ende seiner politischen Tätigkeit wurde Carville wieder als Rechtsanwalt in Reno tätig. Dort ist er am 27. Juni 1956 auch verstorben. Er war mit Irma M. Callahan verheiratet, mit der er drei Kinder hatte.